# Jevgeni Davydov
Jevgeni Vitaljevitsj Davydov (Russisch: Евгений Витальевич Давыдов) (Tsjeljabinsk, 13 juni 1970) is een Russisch ijshockeyer.
Davydov won tijdens de Olympische Winterspelen 1992 de gouden medaille met het gezamenlijk team. Met de Russische ploeg werd Davydov in 1993 wereldkampioen.
Davydov zijn vader werd in 1968 en 1972 olympisch kampioen met de Sovjetploeg.